# Perrhybris pamela
Perrhybris pamela is een vlindersoort uit de familie van de Pieridae (witjes), onderfamilie Pierinae.
Perrhybris pamela werd in 1780 beschreven door Stoll.